# Coup de foudre (album)
Pour les articles homonymes, voir Coup de foudre (homonymie).
Albums de Jacques Higelin
En plein Bataclan
(2007) Paris/Zénith 18-10-2010
(2010)
Coup de foudre est le quinzième album studio de Jacques Higelin, sorti le 22 février 2010.

## Description
Enregistré dans le studio de Rodolphe Burger à Sainte-Marie-aux-Mines, avec Rodolphe Burger et Dominique Mahut à la réalisation, dans des conditions live, cet opus forme donc une espèce de « doublé » avec le précédent album, Amor Doloroso (2006), enregistré exactement dans les mêmes lieux, conditions et équipe de réalisation.
Higelin est l'auteur de toutes les compositions et les paroles, à l'exception de J'ai jamais su (coécrit avec Dominique Mahut). L'avant-dernier titre, Aujourd'hui, la crise, est la reprise d'une de ses chansons qui figurait sur l'album Alertez les bébés (1976).

## Chansons
| No  | Titre                                | Durée      |
| --- | ------------------------------------ | ---------- |
| 1.  | Coup de foudre                       | 3 min 51 s |
| 2.  | J'ai jamais su                       | 4 min 42 s |
| 3.  | Qu'est-ce qui se passe à la caisse ? | 4 min 34 s |
| 4.  | New Orleans                          | 3 min 04 s |
| 5.  | Égéries, muses et modèles            | 5 min 11 s |
| 6.  | Kyrie eleison                        | 4 min 04 s |
| 7.  | Hôtel Terminus                       | 3 min 12 s |
| 8.  | Août put                             | 7 min 36 s |
| 9.  | Valse MF                             | 3 min 59 s |
| 10. | Bye bye bye                          | 3 min 07 s |
| 11. | Aujourd'hui la crise                 | 4 min 18 s |
| 12. | Expo photos                          | 4 min 53 s |

## Musiciens
- Jacques Higelin : voix, piano, claviers
- Rodolphe Burger : guitares
- Geoffrey Burton : guitares
- Marcello Giuliani : basse
- Julien Perraudeau : piano et claviers
- Christopher Board : piano et claviers
- Dominique Mahut : batterie et percussions
- Alberto Malo : batterie
- Frédéric Gastard : cuivres, saxophone
- Matthias Mahler : trombone
- Sylvain Bardiau, Erik Truffaz : trompettes
- Sandra Nkaké : chœurs

## Trois formats différents
- CD boîtier-cristal (édition courante) avec photos et textes des chansons.
- CD-digisleeve collector avec photos (plus nombreuses que dans l'édition courante) et textes des chansons.
- CD-livre collector avec des dessins de Dupuy et Berberian. Ni photo, ni texte de chanson ne figurent dans cette édition.

## Classements
| Chart    | Meilleur classement | Nombre de semaines dans le Top 50 | Certification |
| -------- | ------------------- | --------------------------------- | ------------- |
| France   | 2                   | 48                                |               |
| Belgique | 20                  | 5                                 |               |
| Suisse   | 51                  | 3                                 |               |